# Giro dell'Emilia 1977
Il Giro dell'Emilia 1977, sessantesima edizione della corsa, si svolse il 4 ottobre 1977 su un percorso di 241 km. La vittoria fu appannaggio dell'italiano Mario Beccia, che completò il percorso in 6h11'25", precedendo lo svedese Bernt Johansson e il britannico Phil Edwards.

## Ordine d'arrivo (Top 10)
| Pos. | Corridore              | Squadra               | Tempo    |
| ---- | ---------------------- | --------------------- | -------- |
| 1    | Mario Beccia           | Sanson-Campagnolo     | 6h11'25" |
| 2    | Bernt Johansson        | Fiorella              | a 30"    |
| 3    | Phil Edwards           | Sanson-Campagnolo     | s.t.     |
| 4    | Johan De Muynck        | Brooklyn              | s.t.     |
| 5    | Giuseppe Saronni       | Scic-Bottecchia       | a 45"    |
| 6    | Jean-Luc Vandenbroucke | Peugeot-Esso-Michelin | s.t.     |
| 7    | Francesco Moser        | Sanson-Campagnolo     | s.t.     |
| 8    | Franco Bitossi         | Vibor                 | s.t.     |
| 9    | Carmelo Barone         | Fiorella              | s.t.     |
| 10   | Franco Conti           | Zonca-Santini         | s.t.     |